# Le Bû-sur-Rouvres
Le Bû-sur-Rouvres ist eine französische Gemeinde mit 118 Einwohnern (Stand: 1. Januar 2022) im Département Calvados in der Region Normandie. Sie gehört zum Arrondissement Caen und zum Kanton Le Hom. Die Einwohner werden als Bûtois bezeichnet.

## Geografie
Le Bû-sur-Rouvres liegt rund 15 km nördlich von Falaise und 24 km südöstlich von Caen. Umgeben wird die Gemeinde von Fierville-Bray im Norden, Vieux-Fumé im Nordosten, Condé-sur-Ifs im Osten, Ernes im Südosten, Maizières im Süden, Soignolles im Westen sowie Saint-Sylvain in nordwestlicher Richtung.

## Bevölkerungsentwicklung
| Jahr                             | 1793 | 1836 | 1876 | 1926 | 1946 | 1968 | 1990 | 2008 |
| Einwohner                        | 163  | 136  | 140  | 113  | 112  | 100  | 85   | 106  |
| Quelle: Cassini, EHESS und INSEE |      |      |      |      |      |      |      |      |

## Sehenswürdigkeiten

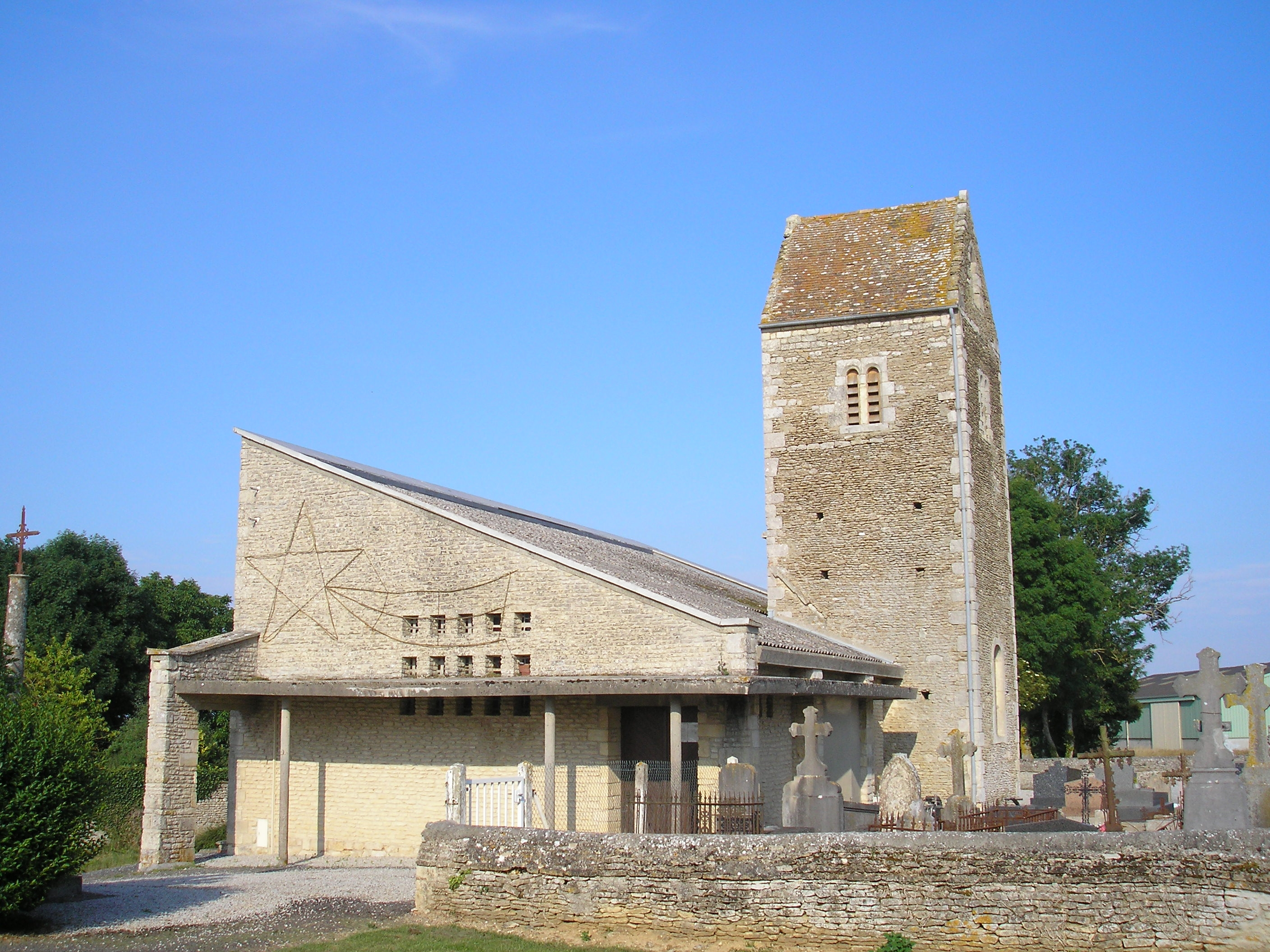
Kirche Saint-Marcouf

- Kirche Saint-Marcouf aus dem 17. Jahrhundert